# Kortterminal

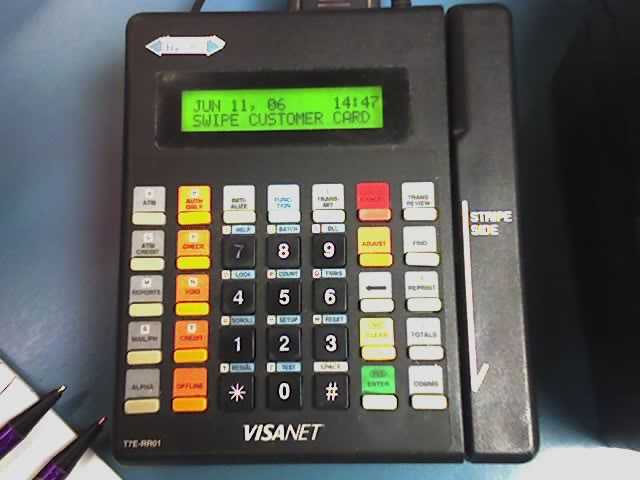
Exempel på betalkortsterminal

Kortterminal är en apparat som kan utföra transaktioner med kontokort eller betalkort. Flera typer av kortterminaler finns tillgängliga för handlare. De flesta har samma grundändamål och funktion. Dessa gör det möjligt för handlaren att läsa betalkortets information och översända sådan information till betalningsservice.